# Oetophorus obscurus
Oetophorus obscurus är en stekelart som beskrevs av Barron 1997. Oetophorus obscurus ingår i släktet Oetophorus och familjen brokparasitsteklar. Inga underarter finns listade i Catalogue of Life.